# Zdzisław Maszewski
Zdzisław Maszewski (ur. 8 kwietnia 1914 w Suwałkach, zm. 11 września 1944 w Brandenburgu) – inżynier, żołnierz AK.
Mieszkał w Warszawie, był pracownikiem Ursusa; syn Stanisława (kupca) i Kazimiery z Paszkowskich. 
W czasie okupacji działał w konspiracji. Był we Wrocławiu szefem komórki Wydziału Wywiadu Ofensywnego Zachód (Wd 67) Oddziału Informacyjno-Wywiadowczego Komendy Głównej AK. Zorganizował placówkę wywiadu ofensywnego pod kryptonimem Stragan.
Na początku 1943 roku komórka została wykryta przez gestapo, a Maszewski aresztowany. Został uwięziony w Alte Moabit w Berlinie. Zgilotynowany w Brandenburgu.
We wrześniu 2004 r. w Suwałkach na domu przy ul. Kościuszki odsłonięto tablicę upamiętniającą Zdzisława Maszewskiego.